# Sabanalarga (Casanare)
Sabanalarga es un municipio colombiano en el departamento del Casanare, región de los Llanos orientales. Se encuentra ubicada a una distancia de 145 km de Yopal, la capital del departamento. 

## Toponimia
Su nombre se debe a la forma alargada y angosta de la meseta donde se encuentra construido.

## Historia

### Fundación
El municipio de Sabanalarga se pobló fundamentalmente por personas provenientes de municipios de Boyacá como Miraflores, Páez, Campohermoso y San Eduardo, personas que buscaban nuevas tierras para colonizar; estos llegaron hacia 1890, construyendo las primeras casas en la parte alta de la meseta, a base de adobe y paja. 
En sus primeros años Sabanalarga estaba integrada al municipio de Campohermoso (Boyacá), luego en 1941 a la Inspección de Policía de San Luís de Gaceno y posteriormente bajo ordenanza n.º 5 de diciembre de 1965 se constituyó como inspección de Policía, para empezar a funcionar como municipio autónomo hacia 1966.
Gestores; Jesus Solano Sanabria (Tunjano) y proponente a la Asamblea Departamental de Boyacá Diputado Eduardo Fonseca Galan y Sancionó como Gobernador el Dr. Gustavo Romero Hernández.

### La violencia
En la época de la genéricamente denominada "La Violencia" (1940-1953) los pobladores de Sabanalarga fueron hostigados en varias oportunidades por considerárse un pueblo liberal. Fue así como entre 1949- 50 se presentó el saqueo de viviendas y almacenes del pueblo y la matanza de 30 personas a manos del ejército y la policía, con la destrucción y quema total de las viviendas [cita requerida].

## División Político-Administrativa
Aparte, de su Cabecera municipal. Sabanalarga, tiene bajo su jurisdicción los centros poblados:
- Aguaclara
- El Secreto

#### Veredas
El municipio tiene constituido diecinueve veredas:
- Puerto Nuevo
- Palmichal
- Caño Blanco
- Planadas
- Caño Barroso
- Piñalera- El Cinio
- Aguacaliente
- San Antonio
- Monserrate
- El Secreto
- El Carmen
- Quinchalera
- Botijera Alta
- Botijera Baja
- Aguaclara
- San Joaquín
- Nueva Zelandia
- San Pedro

## Ubicación geográfica
El Municipio de Sabanalarga está ubicado al suroccidente del Departamento de Casanare y está limitado por el costado 
occidental con el departamento de Boyacá y el departamento de Cundinamarca con el municipio de Paratebueno, por el oriente con el municipio de Monterrey, por el sur con el municipio de Villanueva y parte del departamento del Meta, y por el norte con Páez y Monterrey.

## Geografía
La ubicación geográfica del municipio de Sabanalarga, enclavado en las estribaciones de la cordillera oriental, genera una gran variedad de paisajes como Montaña, Piedemonte, Lomeríos, Planicies y Valles que hacen que el municipio posea una variada y densa red de drenaje que hacen que esté sea uno de los más ricos hídricamente en el departamento del Casanare [cita requerida].

### Topología
Se presenta una variada morfología que generan diversidad de formas topográficas bien marcadas como terrazas, abanicos, mesetas, escarpes y cuchillas estructurales y tipos de clima que facilitan una variada producción agrícola para el consumo local [cita requerida].
La máxima altura es de 2000 m s. n. m. y se presenta al noroccidente, en las veredas Palmichal y Caño Blanco, en la zona de montaña. La cota más baja entre 200 y 300 m s. n. m. en la vereda San Pedro, en las costas del río Upía [cita requerida].
El casco urbano se encuentra a una altitud de 450 m s. n. m. sobre una terraza aluvial antigua, amplia y alargada, bordeada por barrancos, compuestas por materiales arenosos, pedregosos y sueltos; en sus alrededores conformando lomeríos, dispuestos en forma de colinas bajas, que han sido fuertemente modeladas por la acción de las aguas y el viento [cita requerida]. 
Los suelos de Sabanalarga, al igual que en Casanare, están clasificados como: Entisoles (suelos jóvenes sin desarrollo de horizontes, generalmente fértiles, a excepción de los arenosos) e Inceptisoles (suelos jóvenes con desarrollo de horizontes y de fertilidad variable. Se encuentran usualmente húmedos, sobre el punto de marchitez permanente por 90 días consecutivos durante un período cuando la temperatura es adecuada para el crecimiento de las plantas) [cita requerida].

### Hidrografía
La mayoría de las vertientes que drenan las veredas del municipio, forman parte de la Gran Cuenca del Río Upía y son de régimen permanente. Los afluentes que bajan de la zona montañosa al norte del municipio son de régimen torrencial y en épocas de alta precipitación recogen altos caudales y acarrean grandes cantidades de materiales pétreos, que continuamente modifican el paisaje y amenazan la seguridad de los pobladores ribereños. En las partes más bajas los afluentes son menos torrenciales y la cantidad de sedimentos transportados y acumulados es menor [cita requerida].
A lo largo y ancho del municipio se han identificado 14 microcuencas representativas, de las cuales 3 son afluentes de la Quebrada la Nuya, que a su vez es afluente del río Túa y las demás son parte de la red hídrica de la Cuenca del río Upía, siendo sus afluentes principales la Quebrada la Piñalera, Quebrada la Botijera, Quebrada Quinchalera y Paradiseña.

### Clima
El clima varía de medio y muy húmedo en algunas regiones del paisaje de montaña a cálido y húmedo en los demás paisajes. Las temperaturas promedio varían de 18 a >24 °C y la precipitación anual varía de 2.000 a 4.000 mm [cita requerida].
El municipio de Sabanalarga presenta dos zonas climáticas; una zona con piso térmico templado denominada Bosque Muy Húmedo Premontano y la otra zona con un clima cálido denominada Bosque Húmedo Tropical, que de acuerdo al sistema de clasificación climática empleado por el IGAC (1977), adaptado del sistema Holdridge.

#### Clima de bosque muy húmedo premontano
Se caracteriza por presentar temperaturas entre los 12 y 24 °C, precipitación media anual entre los 2000 y 4000 mm y alturas superiores a 900 m s. n. m., las dos zonas climáticas están influencienciadas por los vientos alisios del noreste y corrientes de la Amazonía (vientos alisios del sureste) [cita requerida].

#### Clima de bosque húmedo tropical
Se encuentra en una franja altitudinal de 0 a 850 m s. n. m., tiene una precipitación media anual entre los 2000 y 4000 mm y temperatura media mensual mayor a 24 °C; El clima cálido y húmedo es característico de la parte baja de las cuencas del Casanare, correspondientes a las zonas de piedemonte y sabana.

## Demografía
La población de Sabanalarga es de 1.185 habitantes en 1973 y de 2.827 habitantes en 1985. Sin embargo, según cifras de 1997, ubica la población en 2.560 y 2.899, respectivamente. La población censada por el DANE es de 2.745 en la información brindada por medio electrónico. Sin embargo, el municipio maneja al mismo tiempo la cifra de 3.094 habitantes [cita requerida].

## Economía
Su economía gira en torno a la agricultura y la ganadería. En sus tierras fértiles, se cultivan gran variedad de frutales, especialmente cítricos. 

## Cultura y folclore
El municipio de Sabanalarga está integrado básicamente por pobladores de origen boyacense, quienes se incorporaron a las actividades propias del llano y junto con otros pobladores de la región, constituyeron una especificidad, donde los valores y patrones culturales boyacenses influyeron sobre la conformación de la cultura municipal. [cita requerida]. 

### Eventos
- El Festival de la Naranja y la Feria Ganadera, celebrada entre la primera semana de enero. Este festival es realizado en honor a la fruta que se produce en el municipio, con base de la cual se preparan diversidad de platos y bebidas para esta fecha. Se efectúan actividades como reinados, corridas de toros y peleas de gallos.

- Ferias y fiestas de Aguaclara, celebradas también en enero, caracterizadas por la competencia de coleo.

- Fiesta a la Virgen del Carmen celebrada el 15 de julio, acompañada de procesiones y la bendición de automóviles en la llamada Gruta de la Virgen.

- Fiestas de San Isidro, que se realizan para el sostenimiento de la Parroquia local, en el cual los campesinos y pobladores ofrecen productos y animales que serán administrados en una huerta al servicio de la Parroquia.

- Encuentro Nacional de Danzas Folclóricas, celebradas en el centro poblado de Aguaclara y organizadas por la Institución Educativa MANUEL ELKIN PATARROYO